# Nova Atlantis

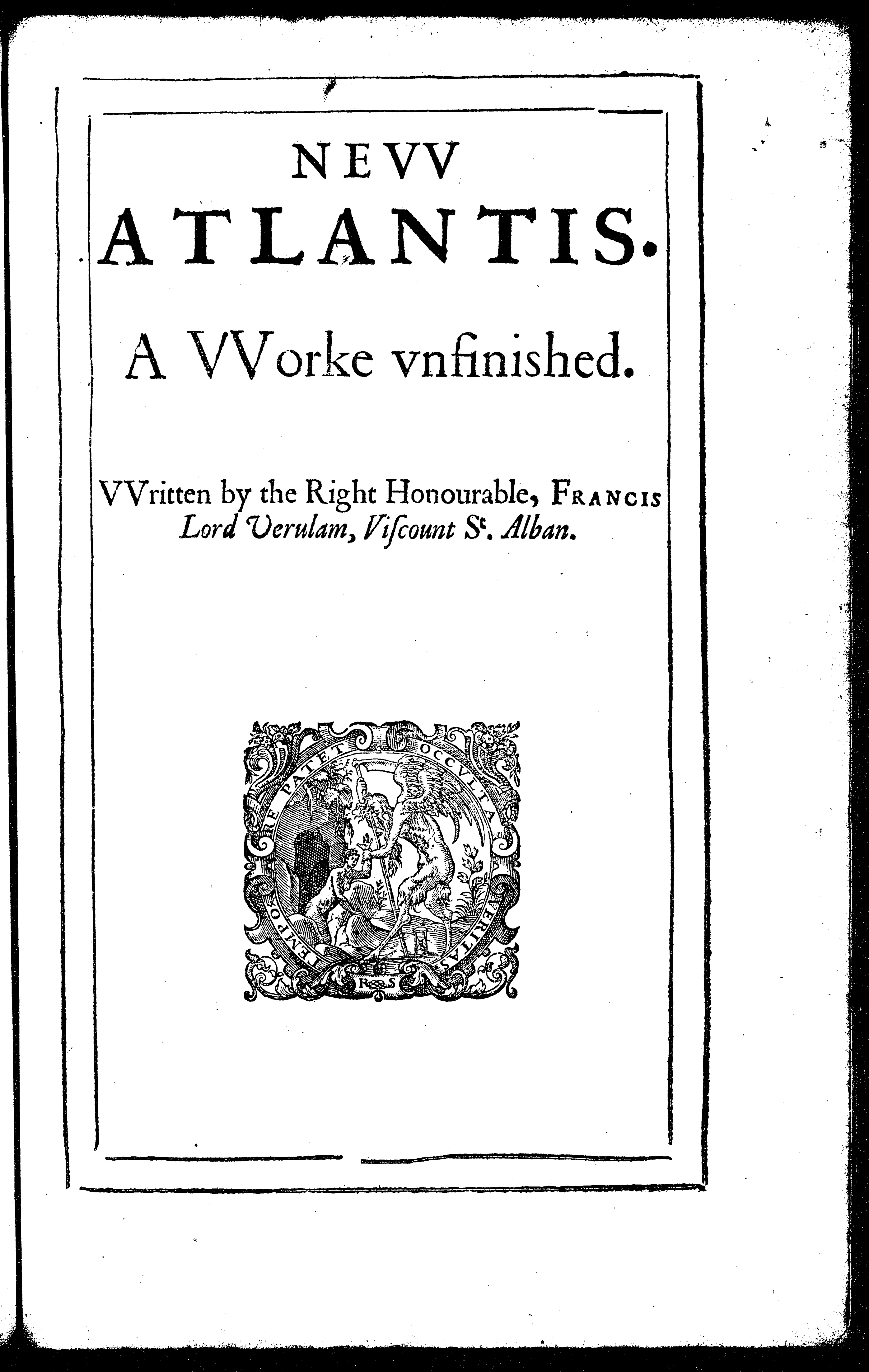
Titelblatt einer Ausgabe von 1628

Nova Atlantis bzw. New Atlantis, deutsch Neu-Atlantis, ist der Titel eines fragmentarischen utopischen Werkes von Francis Bacon. Es erschien 1627 – ein Jahr nach dem Tod des Verfassers – in neulateinischer Sprache. Bacon legte darin unter anderem seine Vorstellung eines modernen Forschungsinstituts nieder. Nova Atlantis ist die erste neuzeitliche Utopie, die sich sowohl im Titel als auch im Text explizit auf Platons Atlantis beruft. Jedoch hatten bereits zuvor einige Autoren wie etwa Thomas Morus (Utopia) oder Tommaso Campanella (La città del Sole) Platons Beschreibung als Vorbild für ihre utopischen Werke genommen. Bacon erhebt Atlantis dabei zum historischen Fakt, um der eigenen Geschichte mehr Glaubwürdigkeit zu geben. Er identifiziert Atlantis – einer zu seiner Zeit weit verbreiteten Ansicht (etwa bei Las Casas oder Fracastoro) folgend – mit Amerika. Dieses „alte Atlantis“ sei einst in der von Platon beschriebenen Katastrophe untergegangen, und nur die Bewohner der Berge hätten überlebt, deren Nachfahren die amerikanischen Ureinwohner seien. Bacon erklärte den Unterschied in der zivilisatorischen Entwicklung zwischen Europa und Amerika mit dieser Katastrophe. Man beachte, dass die Bewohner des „neuen Atlantis“, der (fiktiven) Südseeinsel Bensalem, von Francis Bacon nicht als Überlebende des Untergangs von Atlantis bezeichnet werden.